# 峨眉贝母
峨眉贝母（学名：Fritillaria omeiensis）为百合科贝母属下的一个种。

## 扩展阅读
- 維基物種上的相關：峨眉贝母